# National Wrestling Alliance vs. Sunny Myers
Der Wrestler Sunny Myers hatte 1959 die National Wrestling Alliance verklagt, um ihr gegenüber seine Ansprüche auf den NWA World Title durchzusetzen.

## Vorgeschichte
Im November 1947 erklärte der Promotor von NWA Iowa, „Pinkie“ George, Myers zum NWA-Champion. Doch schon im Januar 1948 legte man Myers nahe, auf seine Titelansprüche zu verzichten, und ließ diesen vom zukünftigen NWA-Champion Orville Brown gewinnen.
Myers sah aber nicht ein, warum er aus seinem laufenden Vertrag als Champion herausgedrängt wurde und legte gegen diese Entscheidung Widerspruch ein. Als dieser von Seiten der NWA Iowa nicht weiter verfolgt wurde, reichte Myers schließlich seine Klage gegen die Promotion ein. Im November 1959 verlor Sunny Myers jedoch vor Gericht, als die zwölf Geschworenen zugunsten der NWA entschieden.

## Folgen des Prozesses
Es schien so, als wäre Sunny Myers nun aus dem Wrestling gedrängt. Doch für die unabhängige Wrestling-Szene schien er wie ein Märtyrer.
Um ihren Imageschaden wieder auszugleichen, verklagte nun die NWA am 26. März 1962 Sunny Myers. Acht Tage später reichte „Pinkie“ Georges Anwalt dessen Klage gegen Myers ein. Am 10. Januar 1964 war Prozessbeginn und vieles schien sich zu wiederholen. Vor allem stand im Vordergrund, dass die NWA in der damaligen Form eine „sportlich ausgerichtete Mafia-Verbindung“ sei.
Letztendlich wurde die Verfahren am 11. März 1964 wieder eingestellt, zumal Paul George, der zwischenzeitlich mit der NWA gebrochen hatte, vor Gericht diese offen als die  „Cosa Nostra des Wrestlings“  bezeichnete. Einen Teilerfolg konnte Myers durch eine Sonderzahlung von 45.000 US$ von Seiten der NWA verbuchen.
Myers zog sich als 10-facher Champion aus dem aktiven Wrestling zurück und beendete seine Karriere. Er trat nun verschiedentlich als Promotor an.